# Boris Wladimirowitsch Ender
Boris Wladimirowitsch Ender (russisch Борис Владимирович Эндер; * 23. Januarjul. / 4. Februar 1893greg. in St. Petersburg, Russisches Kaiserreich; † 12. Juni 1960 in Moskau) war ein russischer Maler.

## Leben
Boris Ender war Sohn eines Gärtners deutscher Abstammung. Sein Urgroßvater war ein sächsischer Glasmacher, der sich in St. Petersburg niedergelassen hatte. Er und seine jüngeren Geschwister Xenia (1895–1955), Maria (1897–1942) und Juri (1898–1963) besuchten die Petrischule in St. Petersburg, zeigten starke künstlerische Neigungen und interessierten sich sehr für Musik, Dichtung und Theater.
Von 1905 bis 1907 nahm Boris Ender Zeichenunterricht bei dem Maler Iwan Jakowlewitsch Bilibin. 1911 befreundete er sich mit dem Maler und Musiker Michail Wassiljewitsch Matjuschin und seiner Lebensgefährtin und späteren Frau, der Malerin und Autorin Jelena Genrichowna Guro, in deren St. Petersburger Wohnung er sich häufig aufhielt. 1913 begann er das Studium an der Fakultät für Geschichte der Universität St. Petersburg. Nach dem Ausbruch des Ersten Weltkrieges wurde er 1915 zum Wehrdienst eingezogen. 1918 nach der Demobilisierung schrieb er sich in die Petrograder Freien Künstlerischen Werkstätten (SWOMAS) (Nachfolgeorganisation der kaiserlichen Kunstakademie) ein, um bei Kusma Sergejewitsch Petrow-Wodkin und darauf bei Matjuschin zu lernen.
Nach dem Abschluss seiner Ausbildung 1923 arbeitete Ender weiter unter der Leitung Matjuschins in der Abteilung für organische Kultur des Staatlichen Instituts für künstlerische Kultur und trat in die von Matjuschin gegründete avantgardistische Gruppe Sorwed (Sehen und Führen) ein. Von 1925 bis 1927 leitete er das Laboratorium für Sinnesorgane und die Erforschung von Farb-Formen und Raum. In den 1920er Jahren nahm er aktiv an den Ausstellungen der Werkstatt des räumlichen Realismus teil. Er lernte Kasimir Sewerinowitsch Malewitsch, Nikolai Michailowitsch Sujetin, Nikolai Iwanowitsch Chardschijew und Ilja Grigorjewitsch Ehrenburg kennen, mit denen er fortwährend korrespondierte.
Mitte der 1920er Jahre schuf Ender gegenstandslose Kompositionen und entwickelte die biomorphe Variante der Abstraktion, wobei er die Darstellung einer natürlichen Rhythmik mit Hilfe pulsierender Lichtflecke anstrebte. Er begründete seine Bilder theoretisch im Zusammenhang mit den Gesetzen der Lichtempfindung und der Gehirn-Physiologie. Ende der 1920er Jahre näherte er sich der traditionelleren gegenständlichen Malerei an unter Bevorzugung der Landschaftsmalerei. Zu sehen waren seine Werke auf der Gemäldeausstellung Petrograder Maler aller Richtungen 1923, der Vierzehnten Biennale di Venezia 1924, den Ausstellungen des Staatlichen Instituts für künstlerische Kultur in Leningrad 1924 und Moskau 1926 und der Ausstellung der Kunst der UdSSR in Tokio 1927.
1927 siedelte Ender nach Moskau über und arbeitete in den 1930er Jahren als Innenausstatter und Designer auch im Bereich der Großplastik. Gemeinsam mit Hinnerk Scheper und Erich Borchert arbeiteten er im Maljarstrojprojekt, ein  Planungsbüro für Farbgestaltung in Moskau. Er beteiligte sich an der Ausgestaltung des Pavillons der UdSSR auf der Weltfachausstellung Paris 1937. 1938–1939 gestaltete er zusammen mit seiner Schwester Marija und E. Ja. Astafew den Pavillon Leningrad auf der Allunionsausstellung der Volkswirtschaft der UdSSR in Moskau.
Im Zweiten Weltkrieg war Ender im Kusbass evakuiert und kehrte 1944 nach Moskau zurück. Er war einer der Betreuer einer Bauausstellung und leitender Künstler des UdSSR-Pavillons der Industrie-Ausstellung in Budapest 1949.
Enders Werke hängen in vielen russischen Museen, insbesondere in der Tretjakow-Galerie, und ein wesentlicher Teil seines Nachlasses wird im Russischen Staatsarchiv für Literatur und Kunst aufbewahrt.